# مهدی‌آباد (بهشهر)
مهدی آباد، روستایی است در نزدیکی زاغمرز و بندر امیرآباد و از توابع بخش مرکزی شهرستان بهشهر در استان مازندران ایران.

## جمعیت
این روستا در دهستان میان کاله قرار دارد و براساس سرشماری مرکز آمار ایران در سال ۱۳۸۵، جمعیت آن ۱۷۸ نفر (۵۷خانوار) بوده‌است. مردم مهدی آباد از قومیت طبری هستند. مردم مهدی آباد به زبان طبری (مازندرانی) سخن میگویند.